# Надейковичи (Гомельская область)
Надейковичи (бел. Надзейкавічы) — деревня в Дворецком сельсовете Рогачёвского района Гомельской области Беларуси.

## География

### Расположение
В 25 км на запад от районного центра и железнодорожной станции Рогачёв (на линии Могилёв — Жлобин), 146 км от Гомеля.

### Гидрография
На юге и западе мелиоративный канал.

## Транспортная сеть
Транспортные связи по просёлочной, затем автомобильной дороге Бобруйск — Гомель. Планировка состоит из криволинейной улицы, ориентированной с юго-востока на северо-запад и застроенной неплотно деревянными усадьбами.

## История
В 1691 году упоминается как деревня в Речицком повете ВКЛ. По письменным источникам известна с XIX века как селение в Тихиничской волости Рогачёвского уезда Могилёвской губернии. По разграничению 1842 года 255 десятин земли. В 1847 году рядом с деревней находился помещичьий дом. По ревизии 1858 года владение помещика Орды. Рядом было сельцо Надейковичское Затишье (2 двора). Помещик владел в 1862 году 630 десятинами земли. В 1880 году работал хлебозапасный магазин. Согласно переписи 1897 года действовала школа грамоты; рядом 4 фольварка. В 1909 году 253 десятины земли, неподалёку находился хутор Горки (он же Новые Надейковичи), 112 десятины земли.
В 1930 году организован колхоз «Коммунар», работала кузница. Во время Великой Отечественной войны в июне 1944 года оккупанты сожгли 40 дворов и убили 3 жителей. В составе совхоза «Дворец» (центр — деревня Дворец).

## Население

### Численность
- 2004 год — 14 хозяйств, 27 жителей.

### Динамика
- 1880 год — 33 двора.
- 1897 год — 38 дворов, 285 жителей; рядом 4 фольварка — 6 хозяйств, 19 жителей (согласно переписи).
- 1909 год — 40 дворов; на хуторе Горки (он же Новые Надейковичи) 3 двора, 27 жителей.
- 1940 год — 75 дворов, 327 жителей.
- 2004 год — 14 хозяйств, 27 жителей.

## Известные уроженцы
- В. В. Скрыганов — Герой Советского Союза, генерал-майор. Его имя носят улицы в деревне и Минске.